# Pamela Badjogo
Pamela Badjogo, född 3 december 1982 i Libreville, är en jazzsångerska från Gabon och tidigare medlem av supergruppen Les Amazones d'Afrique.
Badjogo sjöng i kyrkokören under sin uppväxt i Libreville och flyttade hon till Bamako i Mali år 2005 för att studera biologi. Hon började att sjunga och spela in låtar och 2007 nådde hon finalen i musikshowen Casa Sanga på TV-kanalen Africable, som sänds i stora delar av det fransktalande Afrika. Hennes första album Mes Couleurs släpptes 2015.
Badjongo sjöng vid avslutningsceremonin för det 
afrikanska mästerskapet i fotboll för herrar i Liberville 2017 och bor för närvarande i Lyon i Frankrike.
Hennes musikstil är en blandning av afropop, blues och jazz som hon sjunger på franska och bantuspråk.

## Diskografi
- 2015 Kanou
- 2020 Kaba